# Let’s Get Happy
Let's Get Happy – utwór niemieckiej wokalistki Lou, napisany przez Ralpha Siegela i Bernda Meinungera, nagrany i wydany w 2003 roku na debiutanckim albumie studyjnym artystki pt. For You.

## Historia utworu

### Nagrywanie
Muzyka do utworu została skomponowana w 2003 roku przez Ralpha Siegela, który stworzył wcześniej osiemnaście eurowizyjnych propozycji, w tym trzynaście dla reprezentantów Niemiec. Słowa do piosenki napisał Bernd Meinunger, odpowiedzialny za tekst trzynastu innych propozycji konkursowych, w tym jedenastu dla Niemiec oraz dwóch dla Luksemburga. Po finale eliminacji Countdown Grand Prix 2003 Siegel został posądzony przez kompozytora Jean-Pierre'a Valance'a o naruszenie praw autorskich oraz skopiowanie linii melodycznej z jego utworu „Weiss der Geier oder weiss er nicht”. Kompozytor eurowizyjnej propozycji zaprzeczył doniesieniom. 

### Wykonania na żywo: Konkurs Piosenki Eurowizji
Utwór reprezentował Niemcy podczas 48. Konkursu Piosenki Eurowizji w 2003 roku, wygrywając w marcu finał krajowych eliminacji Countdown Grand Prix 2003 (będąc także jednym z faworytów internautów do wygrania). Singiel zdobył 38% głosów telewidzów, którzy mieli możliwość głosowania telefonicznego i SMS-owego. 24 maja utwór został zaprezentowany w finale Konkursu Piosenki Eurowizji jako dziesiąty w kolejności i zdobył łącznie 53 punkty, zajmując ostatecznie 11. miejsce w końcowej klasyfikacji.

## Lista utworów
| CD Maxi-single 1. „Let's Get Happy” (Original Version) – 3:00 2. „Let's Get Happy” (A C Energy Mix) – 3:00 3. „Let's Get Happy” (Dance Mix) – 4:40 4. „Let's Get Happy” (Marco De Jouge Mix) – 3:54 5. „Let's Get Happy” (Villa & Vernett 2-Step-Mix) – 3:05 6. „Let's Get Happy” (Original Karaoke Version) – 3:00 | 12" Winyl Maxi-Single 1. „Let's Get Happy” (Marco De Jouge Mix) – 5:24 2. „Let's Get Happy” (Villa & Gant Trance Mix) – 6:11 3. „Let's Get Happy” (Villa & Vernett-2-Step-Mix) – 4:17 4. „Let's Get Happy” (Lounge Mix) – 3:36 5. „Let's Get Happy” (Dance Mix) – 4:40 |